# Itabirito
Itabirito este un oraș în Minas Gerais (MG), Brazilia.